# عبد العزيز بن محمد الهويريني
عبد العزيز بن محمد الهويريني هو رئيس جهاز رئاسة أمن الدولة بمرتبة وزير في المملكة العربية السعودية، منذ 20 يوليو 2017، كما شغل منصب المدير العام للمباحث العامة، إضافة إلى عضويته في مجلس الشؤون السياسية والأمنية في السعودية. تعرض لمحاولتي اغتيال، خلال فترة عمله في المباحث العامة، الأولى في مطلع العام 2003م عندما تعرضت سيارة كان يستقلها برفقة شقيقه لإطلاق نار كثيف انتهى بمقتل شقيقه ونجاته، والثانية في نهاية العام ذاته، عندما تم تفجير عبوة ناسفة في سيارته الشخصية ونجا أيضاً، حيث لم يكن بداخل السيارة عند انفجارها وكانت بجوار منزله وتضرر شيئاً منه.